# Puchar Niemiec w piłce nożnej (1991/1992)
Puchar Niemiec w piłce nożnej mężczyzn 1991/1992 – 49. edycja rozgrywek mających na celu wyłonienie zdobywcy Pucharu Niemiec, który uzyskał tym samym prawo gry w kwalifikacjach Pucharu Zdobywców Pucharów 1992/1993. W wyniku zjednoczenia Niemiec Deutscher Fußball-Verband (federacja piłkarska w NRD) połączyła się z DFB dnia 21 listopada 1990 roku i związku z tym udział w rozgrywkach brały również drużyny z NRD i konieczne było rozegranie kwalifikacji pomiędzy tymi drużynami. Tym razem trofeum wywalczył Hannover 96. Finał został rozegrany na Stadionie Olimpijskim w Berlinie.

## Pierwsza runda kwalifikacyjna
Mecze rozegrano 1 czerwca 1991 roku.
| Drużyna 1            | Wynik | Drużyna 2                   |
| -------------------- | ----- | --------------------------- |
| Motor Eberswalde     | 5:1   | Stahl Hennigsdorf           |
| Rot-Weiss Prenzlau   | 2:8   | PFV Bergmann-Borsig         |
| Viktoria Frankfurt   | 4:2   | BSV Spindlersfeld           |
| FSV Hoyerswerda      | 2:1   | Lok Altmark Stendal         |
| Greifswalder SC      | 3:1   | Post Telekom Neubrandenburg |
| Riesaer Blau-Weiss   | 5:1   | Anhalt Dessau               |
| Wismut Aue           | 3:0   | FC Markkleeberg             |
| Soemtron Sömmerda    | 1:2   | Wismut Gera                 |
| Kali Werra Tiefenort | 1:6   | SC 1903 Weimar              |
| Bornaer SV           | 1:4   | Stahl Thale                 |
| Energie Cottbus      | 0:2   | Wacker Nordhausen           |

## Druga runda kwalifikacyjna
Mecze rozegrano 9 czerwca 1991 roku.
| Drużyna 1                  | Wynik          | Drużyna 2                    |
| -------------------------- | -------------- | ---------------------------- |
| PFV Bergmann:Borsig        | 3:1            | Wismut Gera                  |
| Motor Eberswalde           | 1:1 (3:4 kar.) | FSV Hoyerswerda              |
| Stahl Thale                | 2:2 (4:5 kar.) | Greifswalder SC              |
| Wismut Aue                 | 2:1            | Glückauf Brieske-Senftenberg |
| Chemie Guben               | 4:3            | Bischofswerdaer FV 08        |
| Chemnitzer SV 1951 Heckert | 0:1            | Suhler SV                    |
| Riesaer Blau-Weiss         | 3:1            | SC 1903 Weimar               |

## Trzecia runda  kwalifikacyjna
Mecze rozegrano 16 czerwca 1991 roku.
| Drużyna 1           | Wynik          | Drużyna 2           |
| ------------------- | -------------- | ------------------- |
| Stuttgarter Kickers | 4:2 (dog.)     | VfB Lipsk           |
| Wacker Nordhausen   | 2:3            | PFV Bergmann:Borsig |
| Chemie Guben        | 4:2            | Suhler SV           |
| VfB Lohberg         | 0:0 (4:5 kar.) | FC Remscheid        |

- Zwycięzcy meczów 3 rundy kwalifikacyjnej zakwalifikowali się do 1 rundy Pucharu Niemiec.

## Kwalifikacje
Mecze rozegrano 15 lipca 1991 roku.
| Drużyna 1   | Wynik          | Drużyna 2    |
| ----------- | -------------- | ------------ |
| VfB Lohberg | 0:0 (4:5 kar.) | FC Remscheid |

## Plan rozgrywek
Rozgrywki szczebla centralnego składały się z 7 części:
- Runda 1: 27–28 lipca 1991
- Runda 2: 16–18 sierpnia 1991
- Runda 3: 3–11 września 1991
- Runda 4: 24–25 września 1991
- Ćwierćfinał: 29 października–3 grudnia 1991
- Półfinał: 7–8 kwietnia 1992
- Finał: 23 maja 1992 na Stadion Olimpijski w Berlinie

## Pierwsza runda
Mecze rozegrano 27 do 28 lipca 1991 roku.
| Drużyna 1                    | Wynik          | Drużyna 2                    |
| ---------------------------- | -------------- | ---------------------------- |
| Viktoria Herxheim            | 2:3 (dog.)     | FC St. Pauli                 |
| Wismut Aue                   | 2:4 (dog.)     | VfB Lipsk                    |
| Look Cottbus                 | 0:3            | VfB Oldenburg                |
| FC Schweinfurt 05            | 1:6            | Waldhof Mannheim             |
| SC Jülich 1910               | 2:1            | Hertha BSC                   |
| Arminia Bielefeld            | 1:0            | 1. FSV Mainz 05              |
| Karlsruher SC (amatorzy)     | 1:0            | SV Meppen                    |
| Greifswalder SC              | 2:2 (3:2 kar.) | Stahl Brandenburg            |
| Greuther Fürth               | 1:0            | Carl Zeiss Jena              |
| SV 1910 Kahla                | 1:4            | Rot-Weiss Erfurt             |
| SpVgg Weiden                 | 1:2 (dog.)     | SV Darmstadt 98              |
| SpVgg Unterhaching           | 0:0 (1:3 kar.) | Bayer Uerdingen              |
| NSC Marathon 02              | 0:7            | Hannover 96                  |
| SC Neukirchen                | 1:3            | Hallescher FC                |
| Freiburger FC                | 3:1            | Chemnitzer FC                |
| FC Berlin                    | 0:2            | SC Freiburg                  |
| SpVgg EGC Wirges             | 1:6            | FC Homburg                   |
| SpVgg Zschopau               | 2:3 (dog.)     | Rot-Weiss Hasborn-Dautweiler |
| SV Blau-Weiss 69 Parchim     | 1:0            | Stahl Eisenhüttenstadt       |
| Türkiyemspor Berlin          | 2:1            | Blau-Weiss 90 Berlin         |
| Bremer SV                    | 0:7            | Fortuna Köln                 |
| Preußen Münster              | 1:2            | VfL Osnabrück                |
| Borussia Dortmund (amatorzy) | 2:5            | 1. FC Saarbrücken            |
| SpVgg 07 Ludwigsburg         | 3:2            | Eintracht Brunszwik          |

## Druga runda
Mecze rozegrano od 16 do 18 sierpnia 1991 roku.
| Drużyna 1                    | Wynik          | Drużyna 2                    |
| ---------------------------- | -------------- | ---------------------------- |
| Greifswalder SC              | 0:2            | Dynamo Drezno                |
| Werder Brema (amatorzy)      | 1:5            | VfB Stuttgart                |
| Borussia Mönchengladbach     | 2:0            | SG Wattenscheid 09           |
| MSV Duisburg                 | 0:2 (dog.)     | FC Homburg                   |
| Bayern Monachium             | 2:4 (dog.)     | 1. FC Nürnberg               |
| Hansa Rostock                | 3:1            | SV Darmstadt 98              |
| Fortuna Düsseldorf           | 2:1            | FC St. Pauli                 |
| VfL Bochum                   | 2:3            | Hannover 96                  |
| Rot-Weiss Erfurt             | 2:1            | Schalke Gelsenkirchen        |
| Arminia Bielefeld            | 0:2            | Borussia Dortmund            |
| TSV Havelse                  | 1:1 (4:2 kar.) | 1. FC Nürnberg               |
| SpVgg 07 Ludwigsburg         | 1:6            | Eintracht Frankfurt          |
| Hamburger SV (amatorzy)      | 1:0            | Hallescher FC                |
| SV Blau-Gelb Berlin          | 0:5            | VfB Lipsk                    |
| Holstein Kilonia             | 1:2            | Bayer Uerdingen              |
| PFV Bergmann-Borsig          | 2:1            | SC Freiburg                  |
| SpVg Brakel                  | 0:3            | Fortuna Köln                 |
| Greuther Fürth               | 0:3            | Waldhof Mannheim             |
| Rot-Weiss Hasborn-Dautweiler | 1:1 (5:4 kar.) | VfL Osnabrück                |
| TSG Backnang 1919            | 1:3            | Suhler SV                    |
| Freiburger FC                | 3:2            | Karlsruher SC (amatorzy)     |
| VfL Wolfsburg                | 4:3 (dog.)     | Viktoria Aschaffenburg       |
| Viktoria Köln                | 2:0            | Blau-Weiss Parchim           |
| SSV Reutlingen 05            | 4:1            | TSV Krähenwinkel/Kaltenweide |
| Wernigeröder SV Rot-Weiss    | 0:4            | FC Köln                      |
| Werder Brema                 | 3:1            | Hamburger SV                 |
| Rot-Weiss Essen              | 0:2            | Karlsruher SC                |
| Türkiyemspor Berlin          | 0:4            | Stuttgarter Kickers          |
| FC Remscheid                 | 2:0            | VfB Oldenburg                |
| SC Bamberg                   | 4:1            | 1. FC Saarbrücken            |
| Arminia Hannover             | 1:5            | SC Jülich 1910               |
| Eintracht Trewir             | 0:2            | Bayer 04 Leverkusen          |

## Trzecia runda
Mecze rozegrano od 3 do 11 września 1991 roku.
| Drużyna 1               | Wynik          | Drużyna 2                       |
| ----------------------- | -------------- | ------------------------------- |
| Stuttgarter Kickers     | 3:1 (dog.)     | VfB Lipsk                       |
| Suhler SV               | 0:5            | Dynamo Drezno                   |
| FC Remscheid            | 1:3            | Bayer Uerdingen                 |
| Fortuna Düsseldorf      | 1:3            | Werder Brema                    |
| Bayer 04 Leverkusen     | 2:0            | FC Köln                         |
| Borussia Dortmund       | 2:3            | Hannover 96                     |
| FC Homburg              | 1:3 (dog.)     | FC Kaiserslautern               |
| Eintracht Frankfurt     | 0:1            | Karlsruher SC                   |
| VfL Wolfsburg           | 1:3            | VfB Stuttgart                   |
| SSV Reutlingen 05       | 3:1            | Rot-Weiss Erfurt                |
| Freiburger FC           | 1:0            | SV Rot-Weiss Hasborn-Dautweiler |
| Hamburger SV (amatorzy) | 2:2 (6:5 kar.) | PFV Bergmann-Borsig             |
| SC Bamberg              | 4:0            | TSV Havelse                     |
| SC Jülich 1910          | 0:1            | Borussia Mönchengladbach        |
| Fortuna Köln            | 5:3 (dog.)     | Hansa Rostock                   |
| Viktoria Köln           | 1:0            | Waldhof Mannheim                |

## Czwarta runda
Mecze rozegrano 24 i 25 września 1991 roku.
| Drużyna 1                | Wynik      | Drużyna 2           |
| ------------------------ | ---------- | ------------------- |
| Hamburger SV (amatorzy)  | 0:1        | Karlsruher SC       |
| SSV Reutlingen 05        | 2:3 (dog.) | Bayer 04 Leverkusen |
| Werder Brema             | 4:1        | Dynamo Drezno       |
| Borussia Mönchengladbach | 2:0        | Fortuna Köln        |
| Hannover 96              | 1:0        | Bayer Uerdingen     |
| Viktoria Köln            | 1:2 (dog.) | Stuttgarter Kickers |
| Freiburger FC            | 1:6        | VfB Stuttgart       |
| SC 08 Bamberg            | 0:1        | FC Kaiserslautern   |

## Ćwierćfinały
Mecze rozegrano od 29 października do 3 grudnia 1991 roku.
| Drużyna 1                | Wynik      | Drużyna 2           |
| ------------------------ | ---------- | ------------------- |
| Borussia Mönchengladbach | 2:0        | Stuttgarter Kickers |
| Bayer 04 Leverkusen      | 1:0 (dog.) | VfB Stuttgart       |
| Hannover 96              | 1:0        | Karlsruher SC       |
| Werder Brema             | 2:0        | FC Kaiserslautern   |

## Półfinały
Mecze rozegrano 7 i 8 kwietnia 1992 roku.
| Drużyna 1                | Wynik          | Drużyna 2           |
| ------------------------ | -------------- | ------------------- |
| Borussia Mönchengladbach | 2:2 (2:0 kar.) | Bayer 04 Leverkusen |
| Hannover 96              | 1:1 (6:5 kar.) | Werder Brema        |

## Finał
| 23 maja 1992 18:00 UTC+2                      | Borussia Mönchengladbach | 0:0 k. 3:4Raport                                      | Hannover 96 | Stadion Olimpijski, Berlin Widzów: 76 200 Sędzia: Bernd Heynemann (Magdeburg) |
|                                               |                          |                                                       |             |                                                                               |
|                                               |                          | Rzuty karne                                           |             |                                                                               |
| Kastenmaier · Criens · Pflipsen · Fach · Neun |                          | Đelmaš · Wójcicki · Freund · Kretzschmar · Schjønberg |             |                                                                               |

|                 |    |                       |              |     |
|                 |    |                       |              |     |
| BR              | 1  | Uwe Kamps             |              |     |
| OB              | 2  | Thomas Kastenmaier    | Żółta kartka |     |
| OB              | 3  | Holger Fach           |              |     |
| OB              | 4  | Michael Klinkert      |              |     |
| OB              | 5  | Thomas Huschbeck      |              | 46' |
| PO              | 6  | Christian Hochstätter | Żółta kartka |     |
| PO              | 7  | Martin Schneider      |              |     |
| PO              | 8  | Karlheinz Pflipsen    |              |     |
| NA              | 9  | Hans-Jörg Criens (C)  |              |     |
| NA              | 10 | Jörg Neun             |              |     |
| NA              | 11 | Martin Max            |              | 76' |
| Zmiany:         |    |                       |              |     |
| OB              | 15 | Joachim Stadler       |              | 46' |
| NA              | 14 | Martin Dahlin         |              | 76' |
| Trener:         |    |                       |              |     |
| Jürgen Gelsdorf |    |                       |              |     |

|                   |    |                     |              |      |
|                   |    |                     |              |      |
| BR                | 1  | Jörg Sievers        |              |      |
| OB                | 2  | Jörg-Uwe Klütz      | Żółta kartka |      |
| OB                | 3  | Axel Sundermann     |              |      |
| OB                | 4  | Bernd Heemsoth      |              | 119' |
| PO                | 5  | Jörg Kretzschmar    |              |      |
| PO                | 6  | Roman Wójcicki      |              |      |
| PO                | 7  | Michael Schjønberg  |              |      |
| PO                | 8  | Oliver Freund       |              |      |
| NA                | 9  | Miloš Đelmaš        | Żółta kartka |      |
| NA                | 10 | Karsten Surmann (C) |              |      |
| NA                | 11 | Michael Koch        |              | 68'  |
| Zmiany:           |    |                     |              |      |
| OB                | 14 | Mathias Kuhlmey     |              | 119' |
| NA                | 15 | Uwe Jursch          |              | 68'  |
| Trener:           |    |                     |              |      |
| Michael Lorkowski |    |                     |              |      |

| Puchar Niemiec w piłce nożnej 1991–1992 Zwycięzcy |
| ------------------------------------------------- |
| Hannover 96 1. Tytuł                              |